# 로쿠고촌 (지바현)
로쿠고촌(六合村)은 지바현 인바군에 일찍이 존재했던 촌이다. 현재의 인자이시 동부에 해당한다.

## 역사
- 1889년 4월 1일 - 정촌제 시행에 의해 인바군 로쿠고촌이 성립하였다.
- 1955년 3월 10일 - 무나카타촌과 합병해 인바촌이 되어 소멸하였다.